# Northrop F-89 Scorpion
Northrop F-89 Scorpion je bil dvomotorni reaktivni lovec 1. generacije, ki ga je zasnoval Jack Northrop ob koncu 1940ih. Bil je prvo vsevremensko reaktivno letalo in prvo ameriško letalo, ki je oboroženo z vodljivimi raketami. F-89 je bil tudi prvo bojno letalo oboroženo z jedrskimi raketami zrak-zrak in sicer z 1,5 kilotonsko raketo AIR-2 Genie.

## Specifikacije (F-89D)
Podatki iz Scorpion with a Nuclear Sting; Air International July 1988, p. 49
Splošne karakteristike
- Posadka: 2
- Dolžina: 53 ft 9½ in (16,40 m)
- Razpon kril: 59 ft 8½ in (18,20 m)
- Višina: 17 ft 6 in (5,33 m)
- Površina kril: 606 ft² (56,30 m²)
- Teža praznega letala: 25 194 lb (11 428 kg)
- Naložena teža: 37 190 lb (16 869 kg)
- Maks. vzletna teža: 42 241 lb (19 161 kg)
- Pogon letala: 2 × Allison J35-A-35 turboreaktivna motorja z dodatnim zgorevanjem
  - Potisk motorjev (suh): 5 440 lbf (24,26 kN)  vsak
  - Potisk motorjev z dodatnim zgorevanjem: 7 200 lbf (32,11 kN) vsak

 Zmogljivost 
- Maks. hitrost: 635 mph (552 vozlov, 1 022 km/h) na višini 10 600 ft (3 200 m)
- Največji doseg: 1 366 milj (1 188 nm, 2 200 km)
- Višina leta: 49 200 ft (15 000 m)
- Hitrost vzpenjanja: 7 440 ft/min (37,8 m/s)Oborožitev

- Rakete: 

  - 104× 2.75 in (70 mm) "Mighty Mouse" Mk 4/Mk 40 Folding-Fin Aerial Rocket rakete
  - 16× 5 in (127 mm) rakete ali
- Bombe: do 1500 kg